# 阿尔帕伊塞
阿尔帕伊塞（義大利語：Arpaise），是意大利贝内文托省的一个市镇。总面积6.6平方公里，人口869人，人口密度131.7人/平方公里（2009年）。ISTAT代码为062006。